# Lombardská liga
Lombardská liga (latinsky Societas Lombardiae, italsky Lega Lombarda) byla separatistické vojensko-politické seskupení severoitalských městských komun (patřila do ní mj. města Benátky, Milán, Cremona, Padova aj.). Vznikla 7. dubna 1167, kdy zástupci měst v Pontidě odpřisáhli, že budou bránit své „dávné svobody“ (výběr mýtného i právo razit mince) proti rozhodnutí císaře Fridricha I. Barbarossy soustředit tato privilegia do svých rukou. Toho využil papež Alexandr III., který bojoval s císařem v boji o investituru a stal se formální hlavou této ligy.

## Členská města

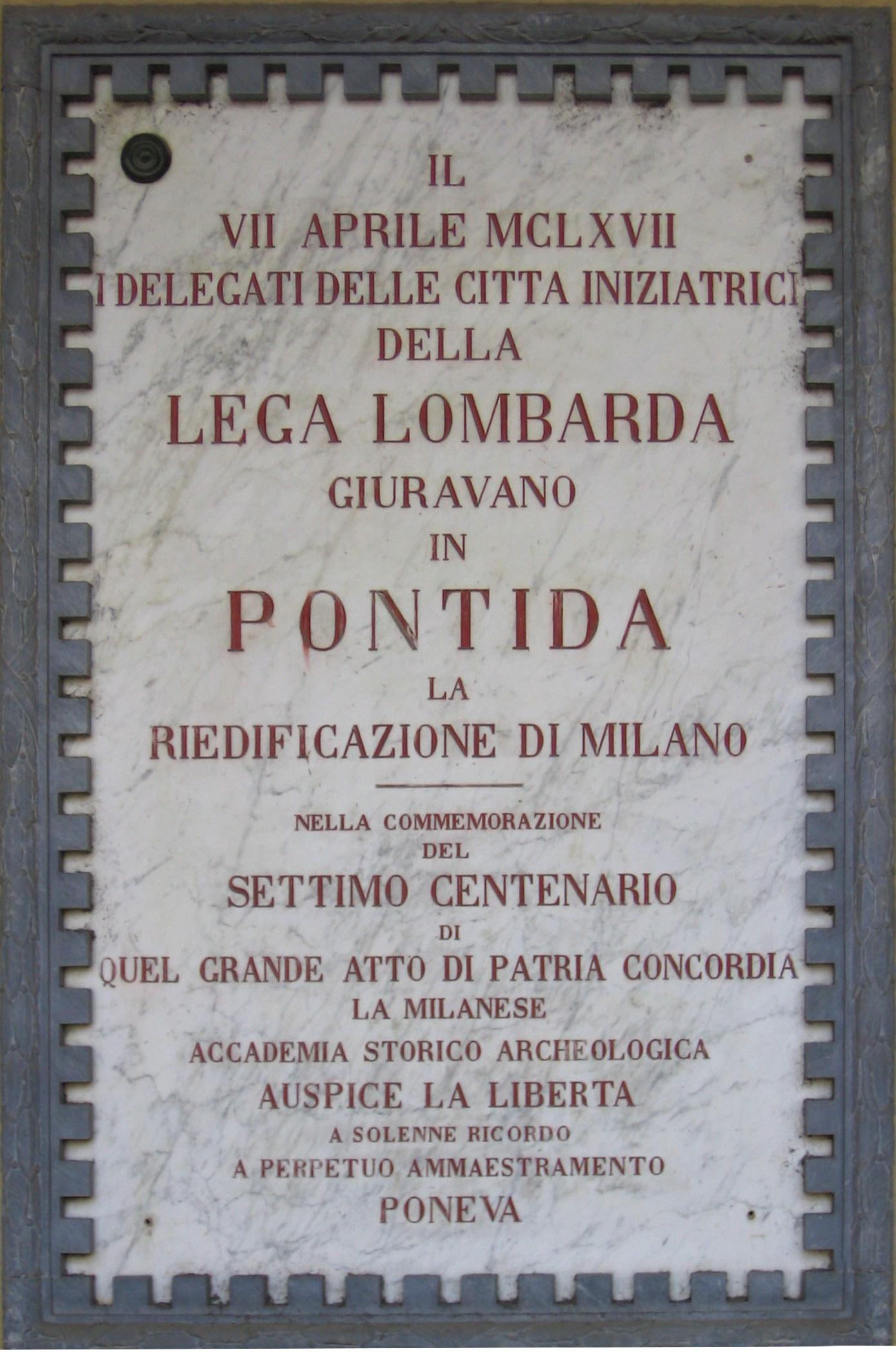
Pamětní deska v Pontidě

Benátky, Crema, Cremona, Mantova, Milán, Piacenza, Bergamo, Brescia, Milán, Janov, Bologna, Modena, Reggio Emilia, Treviso, Vercelli, Lodi, Parma, Padova